# Estadio Tres de Marzo
El Estadio Tres de Marzo es un estadio de fútbol situado en los límites del municipio de Zapopan con Guadalajara, Jalisco, México, municipio que forma parte de la Zona Metropolitana de Guadalajara. Es casa del Tecos F.C., el cual juega en la Segunda División de México. Posee una capacidad para 19.000 personas, está construido dentro del campus de la Universidad Autónoma de Guadalajara.

## Construcción
Dada la necesidad de tener un lugar que albergara los encuentros del equipo de la Universidad Autónoma de Guadalajara que militaba en la tercera división profesional mexicana; se inició la construcción del estadio en el año de 1971.
Las graderías eran prefabricadas de acero y tenían una capacidad para 3.000 personas. En virtud de que los Tecos de la UAG ascendieron a la segunda división profesional en el año de 1973, y según el reglamento de la Federación Mexicana de Fútbol, se construyeron unas graderías de concreto a los costados de la cancha, mismas que tenían una capacidad para 15.000 espectadores, el aforo mínimo requerido para un estadio de segunda división.
En 1975, una vez que el equipo Tecos de la UAG ascendió a la primera división mexicana; el inmueble fue nuevamente remodelado para adecuarlo a las necesidades mínimas de la máxima división del fútbol mexicano, siendo estas de 22.000 espectadores. 
Nuevamente sufrió cambios en 1986, ya que debido al Copa Mundial de Fútbol de 1986 el aforo requerido era de 30.015 personas, por lo que se creó una zona nueva en donde los espectadores veían los encuentros de pie. 
En el año de 1999 volvió a sufrir una vasta remodelación, que consistió en incrementar el aforo a 25.000 espectadores, así como un nuevo drenaje y una nueva cancha. El estadio debe su nombre a la fecha de la fundación de la Universidad Autónoma de Guadalajara, fundada un 3 de marzo de 1935.
Actualmente es casa de Tecos F.C. de la Segunda División de México y de Reyes Jalisco de la Liga de Fútbol Americano Profesional de México (LFA).

### Finales
A lo largo de la historia el Tres de marzo ha hospedado 3 finales en toda su historia:
- Tecos Vs. Santos (Torneo 93-94).

- Tecos Vs. Luis Ángel Firpo (Recopa de la CONCACAF).

- Tecos Vs. América (Clausura 2005).

## Torneos que se han jugado en el estadio
Independientemente de los torneos de la liga mexicana, el Estadio Tres de Marzo, ha sido sede de importantes torneos como:
- Copa Mundial de Fútbol de 1986
- Primera fase del torneo preolímpico 2000
- Preolímpico de Concacaf de 2004

### Partidos de laCopa Mundial de Fútbol de 1986
| 3 de junio de 1986, 12:00 | Argelia    | 1:1 (0:1) | Irlanda del Norte | Estadio Tres de Marzo, Zapopan                                               |                                                                              |
|                           | Zidane 59' |           | Whiteside 6'      | Asistencia: 22.000 espectadores Árbitro(s): Valeri Butenko (Unión Soviética) | Asistencia: 22.000 espectadores Árbitro(s): Valeri Butenko (Unión Soviética) |

| 7 de junio de 1986, 12:00 | Irlanda del Norte | 1:2 (0:2) | España                    | Estadio Tres de Marzo, Zapopan                                        |                                                                       |
|                           | Clarke 46'        |           | Butragueño 1' Salinas 18' | Asistencia: 28.000 espectadores Árbitro(s): Horst Brummeier (Austria) | Asistencia: 28.000 espectadores Árbitro(s): Horst Brummeier (Austria) |

| 11 de junio de 1986, 16:00 | Portugal       | 1:3 (0:2) | Marruecos                    | Estadio Tres de Marzo, Zapopan                                              |                                                                             |
|                            | Diamantino 79' |           | Khairi 19', 27' · Krimau 62' | Asistencia: 28.000 espectadores Árbitro(s): Alan Snoddy (Irlanda del Norte) | Asistencia: 28.000 espectadores Árbitro(s): Alan Snoddy (Irlanda del Norte) |

## Otros usos

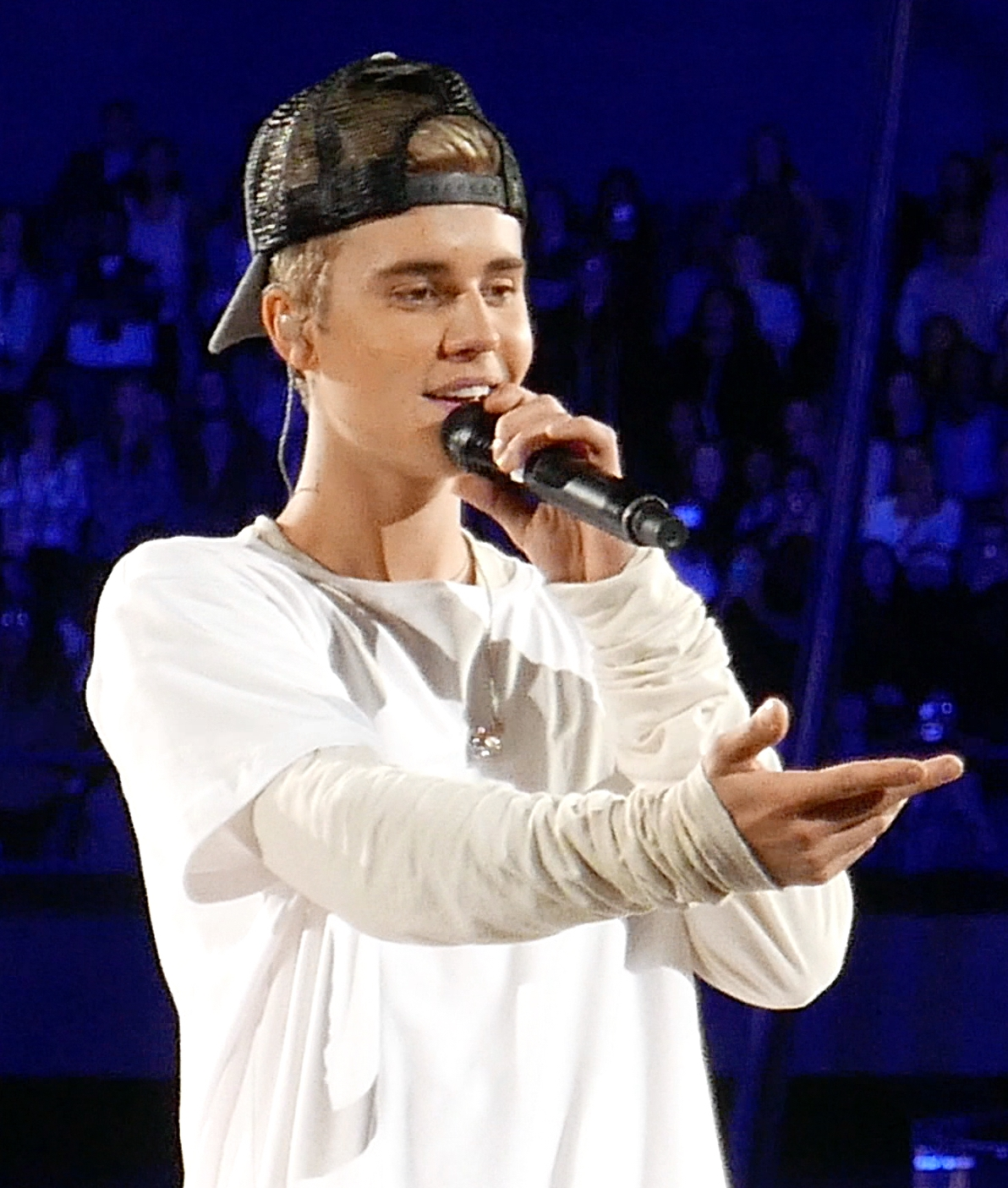
Justin Bieber en Estadio Tres de Marzo (2022)

Además de eventos deportivos, el Estadio Tres de Marzo ha sido sede de innumerables conciertos de reconocidos artistas, tales como Britney Spears, Black Eyed Peas, Soda Stereo, Maná, Luis Miguel, Shakira, Alejandro Sanz, Roger Waters, Jonas Brothers acompañados por Demi Lovato, Chayanne, Metallica, Coldplay, y Lady Gaga.
El 12 de noviembre de 2007, la banda de rock argentina Soda Stereo dio un concierto para su última gira Me Verás Volver 2007.
El 1 de diciembre de 2011, Britney Spears se presentó en el estadio con la gira Femme Fatale Tour.
El 12 de abril de 2013, la banda de rock alternativo The Killers se presentó en el estadio como parte de la gira Battle Born World Tour en México.
El 14 de octubre de 2018, la colombiana Shakira se presentó con su gira El Dorado World Tour, siendo esta la tercera vez que la artista da un concierto en este estadio, anteriormente con el sale el sol world tour en 2011 y el tour de la mangosta en 2003.
El 28 de mayo de 2022, Justin Bieber se presentó en el estadio como parte de la gira Justice World Tour en México.
El 26 y 27 de noviembre de 2023, RBD se presentó en el estadio como parte de sus gira de reencuentro Soy Rebelde Tour
El 23 de febrero de 2024, Karol G se presentó como parte de la gira Mañana será bonito.
El 3 de febrero de 2025, Linkin Park se presentó como parte de la gira From Zero World Tour.
El 22 de febrero de 2025, Twenty one pilots se presentó como parte de la gira Clancy World Tour.

## Facilidades
Al estar dentro del campus de la Universidad Autónoma de Guadalajara, cuenta con un estacionamiento para 3,500 automóviles, al encontrarse sobre la Avenida de la Patria tiene un fácil acceso desde prácticamente toda la ciudad de Guadalajara.